# Edward Sabine
Sir Edward Sabine (ur. 14 października 1788 w Dublinie, zm. 26 czerwca 1883 w East Sheen hrabstwo Surrey) – angielski astronom i geodeta, z zawodu oficer, który zasłynął dzięki doświadczeniom dotyczącym kształtu Ziemi oraz badaniom ziemskiego pola magnetycznego. Laureat Medalu Copleya. W 1857 odznaczony Pour le Mérite za Naukę i Sztukę.
Pracował nad wyznaczeniem długości wahadła sekundowego w różnych miejscach na Ziemi oraz nad magnetyzmem ziemskim. Astronom nadzorował powstawanie obserwatoriów magnetycznych na całym świecie. W 1852 odkrył, że okresowe zmiany plam słonecznych zbiegają się z pewnymi zmianami zaburzeń magnetycznych na Ziemi i wykazał związek pomiędzy tymi zjawiskami. Pojawiają się w mniej więcej dziesięcioletnim cyklu (dziś określamy ten cykl dokładniej jako jedenastoletni).